# 加蘭 (德克薩斯州)
加蘭 （Garland, Texas）是美國德克薩斯州東北部的一個城市。大部份土地位於達拉斯縣，部分伸入科林縣和羅克沃爾縣。面積147.9平方公里，2006年人口為217,963人。
1850年開埠，1874年形成了社區。1887年定名，以紀念參議員、阿肯色州州長、司法部長奧古斯都·H·加蘭。1891年建市。
2015年5月4日在该市举办穆罕默德漫画大赛，期间发生枪击案，两名恐怖分子被击毙。